# Diamond Eyes
"Diamond Eyes" – szósty studyjny album amerykańskiego zespołu Deftones. Wydawnictwo ukazało się 4 maja 2010 roku. Album jest pierwszym krążkiem nagranym po tym jak wypadkowi uległ basista zespołu Chi Cheng. Przy nagrywaniu partii basowym współpracował z zespołem Sergio Vega.

## Okoliczności powstania albumu
Grupa Deftones w 2008 roku ukończyła nagrywanie albumu Eros, który miał być wydany na początku 2009 roku. Jednakże w listopadzie 2008 roku basista zespołu, Chi Cheng uległ wypadkowi samochodowemu i zapadł w śpiączkę. Po tym wydarzeniu grupa postanowił wstrzymać się z wydaniem albumu i koncertowaniem.
Jednakże grupa zdecydowała kontynuować działalność. Muzycy zatrudnili basistę Sergio Vegę z zespołu Quicksand. Członkowie zespołu przez okres koncertowania zdążyli się zżyć z nowym basistą i na początku 2010 roku stwierdzili, że album Eros nie reprezentuje ich muzycznie w danej chwili. Postanowili cały nagrany materiał odłożyć na półkę i wydać po pełnym powrocie Chi Chenga do zdrowia i do zespołu.
Prace nad kolejnym albumem rozpoczęły się w lutym 2010 we współpracy z Nickiem Raskulineczen i trwały dwa miesiące (pobili tym samym własny rekord – do tej pory najszybciej nagranym przez nich albumem był Around the Fur z 1997, który powstał w cztery miesiące).
Premierę Diamond Eyes mającą miejsce w czasie 4 maja 2010 poprzedziło wydanie dwóch singli – Rocket Skates i tytułowego Diamond Eyes. Album spotkał się z ciepłym przyjęciem wśród krytyków.

## Lista utworów
1. "Diamond Eyes" – 3:08
2. "Royal" – 3:32
3. "CMND/CTRL" – 2:25
4. "You've Seen The Butcher" – 3:31
5. "Beauty School" – 4:47
6. "Prince" – 3:36
7. "Rocket Skates" – 4:14
8. "Sextape" – 4:01
9. "Risk" – 3:38
10. "976–EVIL" – 4:32
11. "This Place Is Death" – 3:48
12. "Do You Believe" - The Cardigans cover - iTunes bonus track
13. "Ghost" - Japan cover - iTunes bonus track
14. "Caress" – 3:34 - Drive Like Jehu cover - iTunes bonus track